# Roberto Frison
Roberto Frison ist ein ehemaliger italienischer Skispringer.

## Werdegang
Frison gab am 16. Dezember 1989 in Sapporo sein Debüt im Skisprung-Weltcup. Mit Rang 31 lag er zwar im guten Mittelfeld, jedoch weit hinter den Punkterängen. Auch bis zum Ende der Saison 1989/90 gelang es ihm nicht dies zu erreichen. Bei der Skiflug-Weltmeisterschaft 1990 in Vikersund startete er im Einzel und landete auf Rang 54. Bei der Vierschanzentournee 1990/91 startete er in Innsbruck auf der Bergiselschanze und belegte nach einem 62. Platz dort am Ende den 86. und damit letzten Platz der Tournee-Gesamtwertung. Im Anschluss daran wechselte er in den neu geschaffenen Skisprung-Continental-Cup. Nachdem er weder dort noch bei seinem letzten Weltcup in Predazzo Erfolge erzielen konnte, beendete er nach der Saison 2001/02 seine aktive Skisprungkarriere.

## Erfolge

### Vierschanzentournee-Platzierungen
| Saison  | Platz | Punkte |
| ------- | ----- | ------ |
| 1990/91 | 86.   | 36,2   |

### Continental-Cup-Platzierungen
| Saison  | Platz | Punkte |
| ------- | ----- | ------ |
| 1991/92 | 88.   | 04     |